# Бетвилер (Мозел)
Бетвилер (фр. Bettviller) је насељено место у Француској у региону Лорена, у департману Мозел.
По подацима из 2011. године у општини је живело 848 становника, а густина насељености је износила 46,06 становника/km².

## Демографија
| 1962. | 1968. | 1975. | 1982. | 1990. | 2011. |
| ----- | ----- | ----- | ----- | ----- | ----- |
| 814   | 826   | 752   | 729   | 697   | 848   |